# ماري براينت
ماري براينت (بالإنجليزية: Marie Bryant)‏ هي مصممة رقص ومغنية وموسيقية أمريكية، ولدت في 1919 في نيو أورلينز في الولايات المتحدة، وتوفيت في 23 مايو 1978 في لوس أنجلوس في الولايات المتحدة بسبب سرطان.

## وصلات خارجية
- ماري براينت على موقع IMDb (الإنجليزية)
- ماري براينت على موقع ميوزك برينز (الإنجليزية)
- ماري براينت على موقع أول ميوزيك (الإنجليزية)
- ماري براينت على موقع ديسكوغز (الإنجليزية)
- ماري براينت على موقع قاعدة بيانات الفيلم (الإنجليزية)